# Gujrat
Gujrat é uma cidade do Paquistão localizada na província de Panjabe.